# Kalakankar
Kalakankar fou un estat tributari protegit, del tipus taluka (equivalent a zamindari) a l'Oudh, avui Uttar Pradesh. Fou també conegut com a Rampur Dharupur. La nissaga governant la va fundar Raja Hom Mull, fill petit de Raja Prithvi Mull de Majhauli a Gorakhpur. Vers 1628 era rajà Tej Singh. La dinastia es va extingir al segle XIX amb Raj Bairi Sal, i la seva vídua va adoptar a Hanwanth Singh o Hanumant Singh que va rebre el títol de rajà del nawab d'Oudh i va morir el 1885. El seu fill Rajkumar Lal Pratap Singh va morir el 1857 a la batalla de Charda i fou el fill d'aquest, Rampal Singh, qui va recollir la successió (1885-1909) però va morir sense fills el 28 de febrer de 1909 i la successió va passar a un parent llunyà, Audesh Singh, el qual va tenir com a successor al seu torn al seu fill Avadesh Singh. El fill d'aquest fou Dinesh Singh que va ocupar diversos càrrecs ministerials a l'Índia, incloent per dues vegades el ministeri d'afers exteriors (1969-1970 i 1973).